# Wydział Filologiczny Uniwersytetu w Belgradzie
Wydział Filologiczny Uniwersytetu w Belgradzie (serb. Филолошки факултет Универзитета у Београду, Filološki fakultet Univerziteta u Beogradu) – jeden z 31 wydziałów Uniwersytetu Belgradzkiego. Jego siedziba znajduje się przy placu Studentski Trg 3 w Belgradzie.

## Historia
Studia filologii w Belgradzie  powstały w 1808 roku. Katedra Filologii uzyskała niepodległość od Wydziału Filozofii w 1960 roku. Po II wojnie światowej zostały ustanowione nowe instytuty, na przykład Język Rumuński i Literatura (1963), Język Hiszpański i Literatura (1971), Język Arabski i Turecki i Literatura (1960), Język Chiński i Literatura (1974), Język Japoński i Literatura (1985), Języki Skandynawskie (szwedzki, duński, norweski w 1986 roku), Język Holenderski (1987), Ukraiński (1989), Hebrajski (1990), Bibliotekoznawstwo (1963), Katedra Językoznawstwa Ogólnego (1990), Węgierski (1994), Grecki (1995).

## Organizacja
Wydział podzielony jest na katedry, w tym: Romanistyki, Iberystyki, Włoskiego, Studiów Wschodnich, Bibliotekoznawstwa i Technologii Informacyjnych, Językoznawstwa. Oferowane kierunki to: serbski, słoweński, bułgarski, rosyjski, polski, czeski, słowacki, ukraiński, włoski, francuski, rumuński, hiszpański, niemiecki, języki skandynawskie, holenderski, angielski, arabski, turecki, filologia orientalna, japoński, chiński, albański, grecki, węgierski, językoznawstwo ogólne oraz bibliotekoznawstwo. Inne języki są dostępne jako drugi język.

### Biblioteki Wydziału
Wszystkie katedry posiadają własne biblioteki. W 2000 roku stan zbiorów wszystkich bibliotek wynosił 600 tysięcy woluminów.

### Ośrodki badawcze
- Centrum Studiów Podyplomowych i Doktoranckich
- Międzynarodowe Centrum Slawistyki
- Centrum Języka Serbskigo jako Obcego
- Centrum Wydawnictwa, Nauki i Badań
- Centrum Studiów Azji Wschodniej